# Kai Owens
Kai Owens (Lu'an, 16 agosto 2004) è una sciatrice freestyle statunitense, specializzata nelle gobbe e nelle gobbe in parallelo.

## Biografia
Originaria della località cinese Lu'an e attiva a livello internazionale dal dicembre 2018, Kai Owens ha debuttato in Coppa del Mondo il 25 gennaio 2020, giungendo 11ª nelle gobbe a Mont-Tremblant. Il 5 febbraio 2022 ha ottenuto il suo primo podio, nonché la sua prima vittoria, nel massimo circuito, imponendosi nelle gobbe in parallelo a Deer Valley.
In carriera ha preso parte a un'edizione dei Giochi olimpici invernali e a una dei Campionati mondiali di freestyle.

## Palmarès

### Coppa del Mondo
- Miglior piazzamento in classifica generale: 117ª nel 2020
- Miglior piazzamento nella Coppa del Mondo generale di gobbe: 4ª nel 2021
- Miglior piazzamento nella Coppa del Mondo di gobbe: 7ª nel 2022
- Miglior piazzamento nella Coppa del Mondo di gobbe in parallelo: 3ª nel 2022
- 3 podi:
  - 1 vittoria
  - 2 terzi posti

#### Coppa del Mondo - vittorie
| Data            | Luogo       | Paese       | Disciplina |
| --------------- | ----------- | ----------- | ---------- |
| 5 febbraio 2021 | Deer Valley | Stati Uniti | DM         |

Legenda:

DM = Gobbe in parallelo